# Klaus Schindler (Schauspieler)
Klaus Schindler (* 9. Januar 1953 in Neumünster) ist ein deutscher Schauspieler.

## Leben
Klaus Schindler spielte Kabarett und wurde 1990 mit der Rolle des Vaters in Jaco van Dormaels preisgekrönten Film Toto der Held bekannt. Er spielte in zahlreichen Serien und Fernsehfilmen mit, u. a. in einer Hauptrolle der Krankenhausserie OP ruft Dr. Bruckner, als Rechtsanwalt Bogner in der Serie Edel & Starck und viele Jahre als Gerichtsmediziner Dr. Duhler in der Krimiserie Im Namen des Gesetzes. In der Kinderserie Beutolomäus und die Prinzessin spielte er den Minister. Er war auch in den Serien SOKO Leipzig und Ritas Welt zu sehen. Sein letzter internationaler Kinofilm war Don – The King is back mit Shah Rukh Khan. Im Jahr 2015 spielte er eine Hauptrolle in der italienischen Fernsehserie Grand Hotel Imperial.
Schindler lebt in Berlin.

## Filmografie (Auswahl)
- 1991: Toto der Held (Toto le Héros)
- 1992: Gute Zeiten, schlechte Zeiten (Fernsehserie, 12 Folgen)
- 1993: Vom Mörder und seiner Frau
- 1994: Ein Bayer auf Rügen (Fernsehserie, 1 Folge)
- 1995: Polizeiruf 110: Jutta oder Die Kinder von Damutz (Fernsehreihe)
- 1995: Küß mich
- 1996: Stadtklinik (Fernsehserie, 3 Folgen)
- 1996: SK-Babies (Fernsehserie, 1 Folge)
- 1997: Für alle Fälle Stefanie (Fernsehserie, 2 Folgen)
- 1997: Rosa Roth (Fernsehreihe, 1 Folge)
- 1998: Schimanski: Muttertag (Fernsehreihe)
- 1998: Das Miststück
- 1998–2000: OP ruft Dr. Bruckner (Fernsehserie, 9 Folgen)
- 1998–2007: Im Namen des Gesetzes (Fernsehserie, 105 Folgen)
- 1999: Operation Phoenix – Jäger zwischen den Welten (Fernsehserie, Folge 1x02)
- 1999: Aimée & Jaguar
- 2000: Stan Becker (Fernsehserie, Folge: Ein Mann ein Wort)
- 2000: Heimliche Küsse – Verliebt in ein Sex-Symbol
- 2000: Ritas Welt (Fernsehserie, 3 Folgen)
- 2000: Alles Atze (Fernsehserie, 1 Folge)
- 2001: Der Brief des Kosmonauten
- 2001–2012: SOKO Leipzig (Fernsehserie, 3 Folgen, verschiedene Rollen)
- 2001: Der Clown (Fernsehserie, 1 Folge)
- 2002–2004: Edel & Starck (Fernsehserie, 6 Folgen)
- 2002: Kein Mann für eine Nummer
- 2002: Equilibrium
- 2002: Der letzte Zeuge (Fernsehserie, 1 Folge)
- 2003: Mit einem Rutsch ins Glück
- 2003: Anatomie 2
- 2003: Wolffs Revier (Fernsehserie, 2 Folgen)
- 2004: Mörderische Suche
- 2005–2021: SOKO Wismar (Fernsehserie, 3 Folgen, verschiedene Rollen)
- 2005: Kanzleramt (Fernsehserie, 1 Folge)
- 2005: Fünf Sterne (Fernsehserie, Folge 1x11)
- 2006–2008: Unser Charly (Fernsehserie, 2 Folgen)
- 2006–2011: Löwenzahn (Fernsehserie, 3 Folgen)
- 2007: Moppel-Ich
- 2007: Küstenwache (Fernsehserie, 1 Folge)
- 2007: Beutolomäus und die Prinzessin (Fernsehserie, 7 Folgen)
- 2007: SOKO München (Fernsehserie, 1 Folge)
- 2008: Die Stein (Fernsehserie, 3 Folgen)
- 2008: Dr. Molly & Karl (Fernsehserie, Folge 1x03)
- 2008: Tierärztin Dr. Mertens (Fernsehserie, Folge 2x04)
- 2008: Verrückt nach Emma
- 2008–2010: Die Rosenheim-Cops (Fernsehserie, 2 Folgen, verschiedene Rollen)
- 2008: Das Papst-Attentat
- 2009: Tatort: Rabenherz (Fernsehreihe)
- 2009: Romy
- 2009: Das Duo (Fernsehserie, Folge 1x18)
- 2009–2010: In aller Freundschaft (Fernsehserie, 9 Folgen)
- 2010: The Final Fax (Kurzfilm)
- 2010–2019: SOKO Köln (Fernsehserie, 2 Folgen, verschiedene Rollen)
- 2010: Max Schmeling
- 2011: Danni Lowinski (Fernsehserie, 1 Folge)
- 2011: Rescue Yourself (Kurzfilm)
- 2011: Tatort: Auskreuzung
- 2012: Don – The King is back (Kinofilm)
- 2012: Der Boden unter deinen Füßen (Kurzfilm)
- 2012: Die Reichsgründung/Die nervöse Großmacht (Zweiteiler)
- 2012: Europas letzter Sommer
- 2013: Der Minister
- 2013: Heiter bis tödlich: Fuchs und Gans (Fernsehserie, Folge 1x15)
- 2014: Unter Anklage: Der Fall Harry Wörz
- 2015: Grand Hotel Imperial (Fernsehserie, alle Folgen)
- 2016: Der Staatsanwalt (Fernsehserie, 1 Folge)
- 2018: Die Spezialisten – Im Namen der Opfer (Fernsehserie, 3 Folgen)
- 2019: Inga Lindström: Ausgerechnet Söderholm (Fernsehreihe)
- 2020: Tatort: Monster
- 2023: Nürnberg